# Indio Solari y los Fundamentalistas del Aire Acondicionado
Indio Solari y los Fundamentalistas del Aire Acondicionado, también conocidos simplemente como Los Fundamentalistas o en ocasiones por sus siglas LFDAA, es un grupo musical de rock de Argentina fundado en el año 2004 por Carlos Alberto Solari, ex-vocalista del popular grupo argentino del género, Patricio Rey y sus Redonditos de Ricota. Su creación se dio a colación de la separación previa del mencionado grupo musical, ocurrida en el año 2001. Si bien el propio Solari había anunciado su baja de los shows en vivo, continúa liderando al grupo como vocalista y compositor, teniendo apariciones mediante presentaciones virtuales. En ese aspecto, la banda continúa integrada por Gaspar Benegas, Baltasar Comotto y Pablo Sbaraglia como voces principales (cumpliendo a su vez Benegas y Comotto los roles de guitarristas principales y Sbaraglia el de tecladista), Fernando Nalé en el bajo, Ramiro López Naguil en la batería, Sergio Colombo en el saxo, Miguel Ángel Tallarita en trompeta y el coro formado por Déborah Dixon y Luciana Palacios. Cuenta además con el trabajo de Julio Sáez como mánager del grupo, Axel Lang y Emanuel Sáez como tecladista y guitarrista de apoyo en vivo.
Supo contar con las colaboraciones, entre otros artistas, de Marcelo Torres (primer bajista del grupo musical y exmiembro de Spinetta y Los Socios del Desierto), Hernán Aramberri (primer baterista del grupo), Semilla Bucciarelli, Walter Sidotti y Sergio Dawi (estos tres últimos, excompañeros de Solari en Los Redondos). Asimismo, tuvo la participación especial en el disco Porco rex del músico Andrés Calamaro, quien fue acreditado en este disco como "El inefable Señor Gama Alta". Asimismo, supo ser parte de la alineación el baterista Martín Carrizo, a quien en 2016 se le diagnosticó Esclerosis Lateral Amiotrófica y por la cual debió abandonar la batería en 2020, dedicándose a la ingeniería de sonido hasta su deceso en 2022.
La agrupación se formó sobre la base del proyecto personal de Solari (de hecho, lo bautizó con su seudónimo con un formato similar al título del grupo "Patricio Rey", es decir, un nombre propio seguido de un adjetivo estrafalario para identificar al resto del equipo), luego de la disolución de Los Redondos y un prolongado y hermético silencio por parte del artista. Contó en su primer trabajo con la colaboración de Julio Sáez, Baltasar Comotto, Hernán Aramberri, Pablo Sbaraglia y Marcelo Torres. Con el paso del tiempo, la alineación sufrió diversas modificaciones, pero manteniendo inalterable la calidad de sus producciones. Una curiosidad de los discos lanzados por este grupo, son los seudónimos con los que el propio Solari hace alusión a su trabajo, usando nombres como "Artista invitado", "Monsieur Sandoz", "Caballo Loco", "El Fisgón Ciego" y "Protoplasman" para figurar en los créditos.
Asimismo, una particularidad exhibida por esta agrupación ha sido las multitudinarias convocatorias que supo realizar en diferentes recitales brindados en el interior argentino, siendo conocidas popularmente como "misas" debido a los altos niveles de convocatoria que registraba. Esta modalidad adoptada por Solari para presentar sus producciones, no estuvo exenta de polémicas debido a las graves fallas en los sistemas de seguridad de estos eventos, donde en sus últimas convocatorias se llegó a superar las 300 000 personas. Es considerado junto a La Renga el grupo más grande y convocante del rock latinoamericano, siéndolo aún sin la presencia física de Solari, como fue demostrado en el año 2021 en sus conciertos brindados en el Estadio Único de La Plata sin la presencia física de Solari, llegando a convocar más de 80 000 personas sumando las dos noches.
Desde su presentación en el año 2004, Solari y los Fundamentalistas llevan grabados cinco discos, siendo el primero de ellos El tesoro de los inocentes (bingo fuel), mientras que El ruiseñor, el amor y la muerte fue el último trabajo presentado, lanzado en el año 2018.
A pesar de que, tras la presentación de "El Ruiseñor..." Solari anunció su baja de las presentaciones en vivo, el desarrollo de un proyecto paralelo al que denominó como "El Míster y los Marsupiales Extintos" y el cese de la grabación de discos, la banda continua activa apelando al uso de realidad virtual para presentar a Solari en sus recitales en vivo, o bien grabando temas nuevos sin encasillar en discos, pero subiendo el material a la plataforma YouTube.
En cuanto al público que asiste a las convocatorias de este grupo, los mismos son conocidos como "fundamentalistas", aunque en su mayoría usualmente prefieren seguir haciéndose llamar "ricoteros", viendo una suerte de continuidad del legado de "Los Redonditos de Ricota" en este grupo musical, además de catalogar a Solari como "el alma de Patricio Rey".

## Historia
Tras haberse brindado su último show en el año 2001 y sin haber oficializado su disolución, la sociedad entre Carlos Alberto "Indio" Solari y Eduardo "Skay" Beilinson, que había dado origen a la emblemática banda de rock argentino Patricio Rey y sus Redonditos de Ricota, había dejado de existir. Si bien los motivos nunca quedaron claros y los rumores de separación en más de una oportunidad habían sido desacreditados, esta separación había quedado explícita ante la presentación del primer trabajo como solista de Beilinson en el año 2002, ante lo cual Solari había elegido llamarse a silencio.
Este ostracismo autoimpuesto por el ahora exvocalista de Los Redondos, tuvo su punto final en el año 2004, cuando luego de tomar contacto con el guitarrista Julio Sáez (quién con el paso del tiempo se afirmó como mánager personal de Solari) y con el baterista Hernán Aramberri (excolaborador de Los Redondos), comenzó a dar forma a su nuevo proyecto musical. Para ello, sumó a su alineación al también guitarrista Baltasar Comotto (miembro de la banda musical de Andrés Calamaro), al bajista Marcelo Torres (exmiembro de Los Socios del Desierto) y el tecladista Pablo Sbaraglia. A ellos se sumarían luego los vientistas Alejo Von Der Pahlen y Ervin Strutz, mientras que intentando retomar la filosofía encarada en los primeros años de Los Redondos acompañados por voces femeninas, prestaba su voz en los coros Déborah Dixon (exvocalista de Las Blacanblus), y la impecable voz de Luciana Palacios. Con todos estos ingredientes, Solari terminó de dar forma a su nueva agrupación a la que bautizó con el nombre de Los Fundamentalistas del Aire Acondicionado.
La presentación oficial de este nuevo proyecto encarado por Solari, tuvo lugar a fines de 2004, cuando tras un arduo trabajo encarado en su estudio de grabación personal, decidió montar su primera presentación en un boliche de Parque Leloir, donde a su vez lanzó su primer trabajo discográfico desde la separación de Los Redondos: El tesoro de los inocentes.

### 2004-06:El tesoro de los inocentes (Bingo Fuel)
Como se dijo, El tesoro de los inocentes (bingo fuel) fue el primer material discográfico lanzado por el Indio Solari desde la separación de Los Redondos, junto a su banda a la que bautizó con el extraño nombre de Los Fundamentalistas del Aire Acondicionado. Luego de un importante trabajo de ensamble realizado en el estudio Luzbola, ubicado en la propia residencia de Solari en Parque Leloir, este trabajo fue lanzado oficialmente el 06 de diciembre de 2004. En este disco, ha de conjugarse un trabajo que mezcla melodías de diferentes ritmos, entre los que se destacan matices de rock, funk y hip-hop, en cuyas letras a su vez se ve reflejado el enigmático carisma de Solari, que supiese ser un sello de distinción en las letras de Los Redondos. Al mismo tiempo y fiel a su estilo, Solari hace referencia a su trabajo como autoría de un personaje ficticio encarnado por él mismo (en este caso, asegura estar a cargo de las "letra, música, arte de tapa, arreglos, producción y ruidos molestos" bajo el seudónimo de Artista Invitado). Al mismo tiempo, la primera formación que lo acompañó en este nuevo emprendimiento, estuvo compuesta por Julio Sáez, Baltasar Comotto y Eduardo Herrera en guitarras, Marcelo Torres en el bajo y Hernán Aramberri en batería como miembros estables, mientras que Alejo Van Der Pahlen en saxos alto, tenor y barítono, Ervin Stutz en trompeta, flugelhorn y trombón, y Déborah Dixon como corista, lo hicieron en calidad de músicos invitados. Sobre el término escondido entre paréntesis en el título de tapa, Solari adujo el uso del mismo para indicar cierta reserva en cuanto a la posibilidad de que el mismo sea recibido con éxito por el público. Tal justificación fue expresada de la siguiente manera:

«El término "bingo fuel" era utilizado en la guerra por los pilotos cuando volvían de sus misiones y no sabían si aún tenían combustible, lo que equivale a decir que su permanencia en el aire era totalmente "azarosa".»
Indio Solari.

El disco tuvo una aceptación muy importante en el público, presentando temas como El tesoro de los inocentes, Pabellón séptimo (relato de Horacio) o El charro chino, que se convirtieron en importantes éxitos. La presentación de este disco, estuvo acompañada también de la organización del primer recital de Solari y su nueva banda, llevado a cabo los días 12 y 13 de noviembre en el Estadio Único de La Plata. Este evento sirvió además para presentar nuevas incorporaciones al equipo como ser los ingresos de Pablo Sbaraglia en los teclados y de Gaspar Benegas como uno de los guitarristas. Aquel evento quedó en la memoria del colectivo roquero argentino, no solo por la gran convocatoria registrada (aproximadamente 50.000 personas) en cada recital y por la rememoración de los viejos temas de Los Redonditos de Ricota, sino por la particularidad de haber provocado (según el Observatorio Astronómico de La Plata) un leve sismo en la ciudad, a la hora de ejecutarse los acordes del tema "Jijiji", de Los Redonditos de Ricota. Aquella situación, fue la que terminó dando pie a la creación de la leyenda urbana de El "pogo" más grande del mundo". La gira de presentaciones de "El tesoro..." se cerró al mes siguiente, en el Velódromo Municipal de Montevideo, siendo esta a su vez la primera presentación de Solari como solista, a nivel internacional.

### 2007-2009:Porco Rex
Tres años después del lanzamiento de El tesoro..., en 2007 se presentó el segundo material discográfico de Los Fundamentalistas que fue bautizado como Porco Rex. Este material fue considerado por seguidores y especialistas, como una suerte de continuidad del legado dejado por los últimos trabajos discográficos de Los Redonditos, como Luzbelito y Último bondi a Finisterre. Señales de esto último se denotan en el nombre del disco, el cual se refiere a un personaje cuyas aventuras se narran en el tema Alien Duce de los Redondos (precisamente en el fragmento que dice Va Porco Rex a Porno Rock), y en el arte de tapa del mismo, dónde Solari vuelve a recurrir al autorretrato como en el disco "Último bondi...", dónde la cubierta es adornada con caricaturas representativas de los miembros de la banda (En el caso de Porco Rex, figura una imagen aparentemente de Solari, con un detalle de cinco manos debajo de la foto, con las cuales se forma la palabra INDIO). 
Porco Rex fue lanzado el 6 de diciembre de 2007, siendo grabado, producido y editado en el estudio personal de Solari, Luzbola. A su vez, en este disco se cuenta por primera vez con la colaboración de Gaspar Benegas, quien reemplazó a Julio Sáez en la mayor parte del disco en las guitarras, mientras que Solari hace su presentación entre el plantel de músicos bajo el seudónimo de "Monsieur Sandoz".

### 2010-13:El perfume de la tempestad
Respetando el intervalo de tiempo entre presentaciones, en 2010 fue presentado El perfume de la tempestad, el tercer material discográfico que contó con temas como "Todos a los botes!", "Vino Mariani", "Black Russian" y "Una rata muerta entre los Geranios". Para esta producción se produjo el ingreso de Alejandro Elijovich en violín y Carlos Nozzi en violonchelo, mientras que se consolidaba el ingreso de Sergio Colombo en reemplazo de Alejo Von Der Pahlen en el saxo. A su vez, siguiendo su estilo de presentación, Solari adoptó el seudónimo de "Caballo Loco" para hacer referencia a sí mismo en la lista de músicos. El plantel se completaba con Gaspar Benegas (alternando bajo y guitarras), Baltasar Comotto (guitarra), Marcelo Torres (bajo), Miguel Ángel Tallarita (trompeta), Hernán Aramberri y Martín Carrizo (estos dos últimos alternándose entre la batería y la ingeniería de sonido). El arte de tapa, mostraba a cinco arlequines acomodados en posición piramidal, con un fondo de color verde retratando una tormenta. Este disco fue grabado, mezclado y masterizado en Luzbola en el año 2010 y salió a la venta el 6 de diciembre de ese mismo año.
La presentación del disco, dio lugar a una nueva serie de giras de presentación, las cuales se extendieron en los siguientes tres años posteriores al lanzamiento. El primer recital tuvo lugar en el Estadio Padre Ernesto Martearena de la Ciudad de Salta, el 26 de marzo de 2011, con un estimado de más de 40.000 presentes. La segunda presentación fue en el Autódromo Eusebio Marcilla de Junín, el 3 de septiembre de 2011, con un estimativo de más de 100.000 presentes. El tercer evento se dio en el Hipódromo de la ciudad de Tandil, el 3 de diciembre de 2011, con una asistencia de alrededor de 130.000 personas. Finalmente, el último evento presentando el álbum tuvo lugar en el Autódromo Jorge Ángel Pena de la ciudad de San Martín, Mendoza, el 14 de septiembre de 2013 y registrando un aforo de 150.000 personas. Este último evento contó con la particularidad de haberse hecho bajo una tormenta de lluvia y frío, haciendo honor al nombre del disco para darle un marco acorde a su despedida.

### 2013-14:Pajaritos, bravos muchachitos
Nuevamente tres años hubieron de pasar entre la presentación de El perfume... y un nuevo trabajo de Indio Solari. Sin embargo, a diferencia de los demás trabajos, el mismo fue presentado un 10 de diciembre en lugar de los habituales 6 de diciembre y se presentó con el nombre de Pajaritos, bravos muchachitos. Este trabajo fue uno de los más aclamados por el público de los realizados por Solari desde el final de Los Redondos, contando en su repertorio con temas como "Beemedobleve", "Amok! Amok!", "Chau Mohicano", "Arca Monster", "Babas del Diablo" o "Había una Vez…". Pero lo que terminó de coronar el éxito de este disco, fue la inclusión del tema "La Pajarita Pechiblanca", el cual fue la primera colaboración de Solari con sus excompañeros de Los Redondos, Sergio Dawi, Walter Sidotti y Semilla Buciarelli y a su vez, la primera gran reunión de ex-Redondos desde la separación de la popular banda de rock argentino. Fiel a su estilo, Solari volvió a apelar a un nuevo seudónimo para firmar su trabajo, dándose a conocer en este caso como "El Fisgón Ciego". A su vez, la agrupación no presentó cambios sensibles con relación al disco anterior, prescindiéndose de los servicios de Carlos Nozzi en el violonchelo.
Tras la presentación de este disco, tuvieron lugar las presentaciones en vivo del mismo, siendo la primera realizada en la localidad de Gualeguaychú, Provincia de Entre Ríos, donde la agrupación se presentó en el Hipódromo local. Según la prensa especializada, este recital batió todos los récords establecidos de convocatoria por parte de la agrupación, al superar el aforo de 170.000 presentes. En este mismo evento, también tuvo un breve espacio la mencionada gran reunión de Redondos, con las presencias de Dawi, Sidotti y Bucciarelli, quienes además de ejecutar los acordes de "La pajarita...", hicieron un espacio para el recuerdo al entonar el tema "Ya nadie va a escuchar tu remera" de Los Redondos. A pesar de esta convocatoria, el sistema de organización del evento fue duramente cuestionado debido a múltiples percances sufridos por los asistentes y por la falta de pantallas gigantes que permitiesen apreciar el evento de una mejor manera.
La segunda presentación de la banda tuvo lugar nuevamente en la Provincia de Mendoza, repitiéndose el escenario del Autódromo Jorge Ángel Pena. Si bien, la estimación inicial de convocatoria fue para 50.000 personas, las cifras finalmente arrojaron un aforo que superó las 150.000 presencias, acercándose a lo producido en el recital anterior. En esta nueva presentación, Solari volvió a apelar a la entonación de temas de "Pajaritos..." y de sus anteriores discos, como así también algunos del antiguo repertorio de Los Redondos, cerrando el recital con el clásico ricotero "Ji ji ji".

### 2015-2017:En Conciertoy shows históricos en Tandil y Olavarría
Tras sus multitudinarios shows realizados en Gualeguaychú y Mendoza, en 2015 comenzaron a levantarse rumores cruzados con relación a la continuidad del itinerario de Los Fundamentalistas. En ese sentido, mientras algunas fuentes pregonaban la posibilidad de realización de nuevos recitales, otras destacaban la posibilidad de un prolongado silencio por parte de Solari y su banda para todo el año 2015. En compensación a esa prolongada ausencia, fue lanzado DVD titulado simplemente En Concierto, el cual era una recopilación de los recitales brindados por Solari en 2008, en el marco de la presentación del disco Porco Rex. A su vez, otras fuentes vincularon a este silencio con la situación política que estaba atravesando el país, ya que ese mismo año se llevaron a cabo elecciones presidenciales y Solari había sido señalado como una posible herramienta de convocatoria por parte de la administración gobernante de Cristina Fernández de Kirchner. Sin embargo tras estas especulaciones, Solari realizó declaraciones públicas ante el periodista radial Mario Pergolini, a quien le confirmó que su silencio se debió a situaciones de salud, derivadas de un diagnóstico que arrojó como resultado mal de Parkinson. Finalmente y durante el desarrollo de los comicios presidenciales, Solari reapareció públicamente para anunciar la realización de nuevos recitales para el año 2016.
A principios de 2016 suceden cambios en la estructura de la banda. Hernán Aramberri, baterista que trabajaba con Solari desde 1998, deja la banda, asumiendo en su rol Martín Carrizo, que hasta ese entonces se desempañaba como ingeniero de sonido. También abandona la banda Marcelo Torres, siendo reemplazado por Fernando Nalé, ex-bajista de Gustavo Cerati e Illya Kuryaki and the Valderramas. Con esta estructura, además de la ausencia temporal de Pablo Sbaraglia, la banda reaparecería brindando un concierto por 4.ª vez en el Hipódromo de Tandil el 12 de marzo, ante 200.000 personas, superando otro récord. Allí, Solari reveló al público con sus palabras que padecía Parkinson. En torno a este concierto, se rueda el documental "Tsunami, un océano de gente", dirigido por Julio Leiva y Maximiliano Díaz, contiene una inédita entrevista en cámara del Indio con Mario Pergolini, detalles de la preparación y desarrollo de dicho concierto, y de la producción del DVD en vivo En Concierto.

### 2018-19:El ruiseñor, el amor y la muerte
Tras más de un año de silencio posterior al show de Olavarría llegaría el quinto álbum de estudio de la banda llamado El ruiseñor, el amor y la muerte, publicado el 27 de julio de 2018. Un día previo a su salida, el biógrafo del Indio Marcelo Figueras compartió las quince canciones del disco en el programa radial Big Bang por FM La Patriada. Cuenta en su repertorio con temas como "La Oscuridad", "La Pequeña Mamba", "El Callejón de los Milagros", "Pinturas de Guerra" o "El que la Seca la Llena". Solari, que en este trabajo utiliza el seudónimo de Protoplasman, dedicó el arte del álbum a quienes lo inspiraron en su vida y lo convirtieron en quien es. La tapa del disco muestra a sus padres, José y Celina y las páginas interiores a artistas de diversas disciplinas, como cineastas, músicos, actrices, artistas visuales, escritores y militantes, que dejaron una huella en él.
Este fue el último trabajo en el que colaboró Martín Carrizo, ya que en 2017 anunció que padecía esclerosis lateral amiotrófica, enfermedad que le imposibilitó seguir cumpliendo su rol de baterista. Por esto, tras más de dos años, la banda, sin el Indio Solari, vuelve a subir a los escenarios, en esta ocasión con motivo de recaudar fondos para el tratamiento que requiere el baterista contra la enfermedad que padece. En este recital, Solari hizo acto de presencia de manera virtual, mediante la proyección de un holograma en las canciones "La Oscuridad" y "Pinturas de Guerra", pertenecientes a su último trabajo de estudio.

### 2020-21: Pandemia,Desde los satélitesyA los pájaros
La confirmación del brote de COVID-19 en Argentina a principios de 2020, provocó que desde la Presidencia de la Nación, encabezada por el entonces presidente Alberto Fernández, se decrete el Aislamiento Social, Preventivo y Obligatorio para dar paso al correspondiente estado de cuarentena, deteniendo toda clase de actividad laboral, recreativa, educativa, etcétera, lo que supuso un estancamiento en la producción de materiales discográficos para la industria musical. En ese sentido, comenzaron a cobrar protagonismo las interacciones virtuales a través de plataformas y aplicaciones de comunicación en linea. En ese sentido, Los Fundamentalistas del Aire Acondicionado tomaron la posta que ya habían iniciado otros artistas y bandas, por lo que decidieron realizar presentaciones vía internet. De esta manera, fue presentada una versión del tema "Una piba con la remera de Greenpeace" (clásico de Patricio Rey y sus Redonditos de Ricota), como adelanto de un nuevo trabajo discográfico en vivo, titulado Desde los satélites.
Con el paso del tiempo y con el aumento de los levantamientos de restricciones del período de cuarentena, nació la idea de presentar un nuevo recital, apelando a su difusión vía on line. Para ello, dispusieron de la venta a través de la plataforma en línea Ticketek, del código de acceso al evento en línea, sin revelar el sitio donde el mismo se iba a llevar a cabo, con el fin de cumplir con la condición de evitar aglomeraciones. Finalmente, el 18 de abril de 2021, tuvo lugar el regreso a los escenarios de la banda, siendo presentado el concierto "A los pájaros" y develado el misterio del sitio donde se llevó a cabo el recital, resultando ser las ruinas de Villa Epecuén. Este recital presentó dos particularidades, ya que sirvió de presentación y consolidación de Ramiro López Naguil en reemplazo de Martín Carrizo, mientras que se volvió a apelar a la virtualidad para presentar a Solari, siendo su imagen proyectada a través de pantallas gigantes montadas para tal fin. En aquella oportunidad, cada integrante de los Fundamentalistas se turnó para ejercer la vocalía de la banda, mientras que Solari fue presentado en tres oportunidades; las dos primeras para presentar dos nuevos temas: "Rezando Solo" y "Encuentro con un ángel amateur". Mientras que la tercera aparición fue para cantar "Strangerdanger", uno de los éxitos de la banda. Como corolario de este evento, y como si se tratase de un concierto para presenciar en vivo, la capacidad de acceso a la dirección IP ofrecida para acceder al recital colapsó como consecuencia de la demanda, lo que provocó que el evento sea posteriormente liberado a través de la plataforma Youtube.

### 2021-presente: Vuelta a los escenarios, shows y giras internacionales
Después de casi dos años sin realizar conciertos en vivo, la banda anunció en octubre de 2021 a través de sus redes sociales, su regreso a los escenarios con un espectáculo titulado La vuelta al condenado paraíso. Esta presentación tuvo lugar el 11 de diciembre en el Estadio Único de La Plata. En este show, se volvió a contar con la participación virtual de Solari, quien presentó tres nuevas canciones durante el primer espectáculo: "La vida es una misión secreta", "Aerolíneas Rebeldes" y "Jericó".
En marzo y abril de 2022, la banda consigue un nuevo hito en su historia al realizar cinco shows en España, siendo esta la primera vez que los Fundamentalistas fuera de territorio rioplatense (Argentina y Uruguay). Barcelona, Palma de Mallorca, Barcelona, Valencia y Málaga fueron las ciudades elegidas para la realización de estos espectáculos. Cerraron su año presentándose el 19 de noviembre en el Estadio Tomás Adolfo Ducó con localidades agotadas. Allí brindaron el show más extenso de su carrera, que duró cerca de tres horas en las que presentaron más de cuarenta temas. El show fue grabado en vivo en su totalidad y publicado como álbum en vivo en Spotify a mediados de 2023.
El 8 de junio de 2024 se presentaron nuevamente en el Estadio Único de la Plata en condición de sold-out y el show fue transmitido vía YouTube por primera y única vez.

## Integrantes
En los créditos de su última producción, Solari utiliza el seudónimo "Protoplasman" para hacer mención de sí mismo. Tras este trabajo, se produjo la baja de Martín Carrizo de la batería, debido a que le fue diagnosticada esclerosis lateral amiotrófica, la cual limitó sus funciones motrices. Aun así, continúo ligado a la banda como ingeniero de sonido, mientras que su puesto en la batería fue ocupado por Ramiro López Naguil. Asimismo, las cada vez menos frecuentes apariciones públicas de Solari, como consecuencia de su estado de salud, abrieron la posibilidad de que la banda realice presentaciones sin su principal figura en cuerpo presente. Por ello, se recurre a las participaciones de los miembros más antiguos de la banda para oficiar de voces, siendo Gaspar Benegas y Pablo Sbaraglia los que más temas han de cantar, mientras que Solari continúa activo en el grupo, pero apelando al uso de canales virtuales para su presentación. 

### Alineación actual
- Indio Solari - voz principal y compositor (2004-2019, en vivo / 2020-presente, virtual)
- Gaspar Benegas - guitarra y voz (2005-presente)
- Pablo Sbaraglia - teclados, guitarra electroacústica y voz (2004-presente)
- Déborah Dixon - coros y voz (2004-presente)
- Baltasar Comotto - guitarra y voz (2004-presente)
- Luciana Palacios - coros y voz (2008-presente)
- Sergio Colombo - saxo y sexta voz (2009-presente)
- Miguel Ángel Tallarita - trompeta (2009-presente)
- Marcelo Figueras - coros (2013-presente) (solo en el disco de estudio)
- Fernando Nalé - bajo (2016-presente)
- Ramiro López Naguil - batería (2019-presente)

### Miembros anteriores
- Martín Carrizo † - Ingeniero de sonido, director musical del grupo y batería (2007-2018)
- Hernan Aramberri - Ingeniero de sonido, director musical del grupo y batería (2004-2015)
- Ervin Stutz - trompeta y trombón (2004-2008)
- Alejo Von der Pahlen - saxo (2004-2008)
- Carlos Nozzi - violín (2010-2013)
- Alejandro Elijovich - violín (2010-2013)
- Julio Sáez - guitarra (2004-2006)
- Emanuel Sáez - guitarra acústica y coros (2016-2017)
- Axel Lang - teclados y samplers (2016-2017)
- Marcelo Torres - bajo (2004-2015)

### Artistas invitados
- Andrés Calamaro (El Inefable Señor Gama Alta, Porco Rex, 2007)
- Sergio Dawi (Pajaritos, bravos muchachitos, 2013)
- Semilla Bucciarelli (Pajaritos, bravos muchachitos, 2013)
- Walter Sidotti (Pajaritos, bravos muchachitos, 2013)

## Discografía
Desde su creación lanzaron un total de cinco álbumes de estudio y uno en vivo.

### Álbumes de estudio
- El tesoro de los inocentes (bingo fuel) (2004)
- Porco rex (2007)
- El perfume de la tempestad (2010)
- Pajaritos, bravos muchachitos (2013)
- El ruiseñor, el amor y la muerte (2018)

### Álbumes en vivo
- En concierto (2015)

## Conciertos
| Gira                                    | Lugar                             | Ciudad       | Fecha                    | Público         |
| --------------------------------------- | --------------------------------- | ------------ | ------------------------ | --------------- |
| El tesoro de los inocentes (Bingo Fuel) | Estadio Ciudad de La Plata        | La Plata     | 12 de noviembre de 2005  | 50 000          |
| El tesoro de los inocentes (Bingo Fuel) | Estadio Ciudad de La Plata        | La Plata     | 13 de noviembre de 2005  | 50 000          |
| El tesoro de los inocentes (Bingo Fuel) | Velódromo Municipal de Montevideo | Montevideo   | 3 de diciembre de 2005   | 15 000          |
| Porco Rex                               | Anfiteatro Municipal              | Jesús María  | 12 de abril de 2008      | 40 000          |
| Porco Rex                               | Hipódromo de Tandil               | Tandil       | 5 de julio de 2008       | 70 000          |
| Porco Rex                               | Estadio Juan Gilberto Funes       | La Punta     | 27 de septiembre de 2008 | 40 000          |
| Porco Rex                               | Estadio Ciudad de La Plata        | La Plata     | 20 de diciembre de 2008  | 50 000          |
| Porco Rex                               | Estadio Ciudad de La Plata        | La Plata     | 21 de diciembre de 2008  | 50 000          |
| Porco Rex                               | Estadio Padre Ernesto Martearena  | Salta        | 19 de septiembre de 2009 | 40 000          |
| Porco Rex                               | Hipódromo de Tandil               | Tandil       | 13 de noviembre de 2010  | 120 000         |
| El perfume de la tempestad              | Estadio Padre Ernesto Martearena  | Salta        | 26 de marzo de 2011      | 50 000          |
| El perfume de la tempestad              | Autódromo Eusebio Marcilla        | Junín        | 3 de septiembre de 2011  | 100 000-120 000 |
| El perfume de la tempestad              | Hipódromo de Tandil               | Tandil       | 3 de diciembre de 2011   | 80 000          |
| El perfume de la tempestad              | Autódromo Ángel Pena              | San Martín   | 14 de septiembre de 2013 | 150 000         |
| Pajaritos, bravos muchachitos           | Hipódromo de Gualeguaychú         | Gualeguaychú | 12 de abril de 2014      | 180 000         |
| Pajaritos, bravos muchachitos           | Autódromo Ángel Pena              | San Martín   | 13 de diciembre de 2014  | 100 000         |
| Pajaritos, bravos muchachitos           | Hipódromo de Tandil               | Tandil       | 12 de marzo de 2016      | 200 000         |
| Pajaritos, bravos muchachitos           | Predio Rural "La Colmena"         | Olavarría    | 11 de marzo de 2017      | 500 000         |

### Conciertos sin Solari
| Gira                                          | Lugar                                                                                            | Ciudad                          | Fecha                              | Público                                       | Notas. |
| --------------------------------------------- | ------------------------------------------------------------------------------------------------ | ------------------------------- | ---------------------------------- | --------------------------------------------- | --- |
| Por Martín Carrizo                            | Microestadio Malvinas Argentinas                                                                 | Buenos Aires                    | 30 de noviembre de 2019            | 12.000                                        | |
| Los Fundamentalistas del Aire Acondicionado   | Microestadio Malvinas Argentinas                                                                 | Buenos Aires                    | 7 de marzo de 2020                 | 11.000                                        | |
| Los Fundamentalistas del Aire Acondicionado   | Microestadio Malvinas Argentinas                                                                 | Buenos Aires                    | 8 de marzo de 2020                 | 11.000                                        | |
| Desde los satélites                           | Microestadio Malvinas Argentinas                                                                 | Buenos Aires                    | 26 de septiembre de 2020           | 20.000 espectadores del streaming             | (streaming) |
| A los pájaros                                 | Villa Epecuén                                                                                    | Adolfo Alsina                   | 17 de abril de 2021                | 90 000 espectadores del streaming vía YouTube | (streaming) |
| La vuelta al condenado paraíso                | Estadio Ciudad de La Plata                                                                       | La Plata                        | 11 de diciembre de 2021            | 50.000                                        | |
| La vuelta al condenado paraíso                | Estadio Ciudad de La Plata                                                                       | La Plata                        | 12 de diciembre de 2021            | 50.000                                        | |
| La vuelta al condenado paraíso                | Hipódromo de Rosario                                                                             | Rosario                         | 19 de febrero de 2022              | —                                             | (show cancelado por el Gobierno de Santa Fe por temor a la masiva convocatoria de la banda) |
| Tour España                                   | Razzmatazz Es Gremi La Riviera Repvblicca París 15                                               | España                          | 31 de marzo - 9 de abril de 2022   | +10.000                                       | Capacidad calculada entre todos los shows. Primera vez de la banda actuando en Europa. |
| Los Fundamentalistas en La Noche Más Larga    | Fiesta Nacional de la Noche más Larga                                                            | Ushuaia                         | 11 de junio de 2022                | +6.000                                        | (Banda incompleta, los músicos asistentes fueron Gaspar Benegas, Pablo Sbaraglia, Fernando Nalé y Ramiro López Naguil, tocaron 7 canciones y fueron acompañados por la sinfónica, trompetistas y saxofonistas locales) |
| Rock & Roll                                   | Autódromo José Carlos Bassi                                                                      | Villa Mercedes                  | 13 de agosto de 2022               | +25.000                                       | |
| Rock & Roll                                   | Velódromo Municipal de Montevideo                                                                | Montevideo                      | 24 de septiembre de 2022           | +15.000                                       | |
| Rock & Roll                                   | Estadio Tomás Adolfo Ducó                                                                        | Parque Patricios                | 19 de noviembre de 2022            | +45.000                                       | (Originalmente el lugar era el Estadio Único de La Plata, el 12 de noviembre, pero el municipio le negó el espectáculo por temor a disturbios entre sus asistentes)                                                    |
| Los Fundamentalistas de regreso a Jesús María | Anfiteatro José Hernández                                                                        | Jesús María                     | 5 de agosto de 2023                | +30.000                                       | |
| Gira Amar... Sanar...                         | Velódromo Municipal de Montevideo                                                                | Montevideo                      | 10 de noviembre de 2023            | +15.000                                       | Show amar |
| Gira Amar... Sanar...                         | Complejo Toma Vieja                                                                              | Paraná                          | 11 de noviembre de 2023            | +15.000                                       | Show sanar |
| Tour Europa 2024                              | Sala Es Gremi Sala País 15 VB Spaces Razzmatazz Sala La Riviera Sala Santana 27 Electric Brixton | España Inglaterra               | 20 de febrero - 3 de marzo de 2024 | +20.000                                       | Capacidad calculada entre todos los shows. Primera vez de la banda actuando en Inglaterra. |
| Había Una Vez                                 | Estadio Ciudad de La Plata                                                                       | La Plata                        | 8 de junio de 2024                 | +55.000                                       | Único show, transmitido vía YouTube |
| Los Fundamentalistas Del Aire Acondicionado   | Predio Vista Brava                                                                               | Baradero                        | 7 de diciembre de 2024             | +50.000                                       | |
| Festival Solidario de Artistas X la Patagonia | C Art Media                                                                                      | Ciudad Autonoma de Buenos Aires | 27 de febrero de 2025              | +3.000                                        | Participaron en el festival de manera sorpresiva, además Gaspar Benegas participó en solitario. |
| Los Fundamentalistas Del Aire Acondicionado   | Velódromo Municipal de Montevideo                                                                | Montevideo                      | 5 de abril de 2025                 | +15.000                                       | |
| Tour España 2025                              | Razzmatazz Trui Son Fusteret La Nueva Cubierta de Leganés                                        | España                          | 29 de Mayo - 1 de junio de 2025    |                                               | Gira como cabezas de cartel del festival itinerante Vibra Argentina 2025. |